# Lovell Augustus Reeve

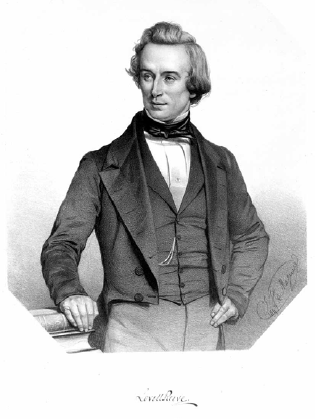
Lovell Augustus Reeve

Lovell Augustus Reeve (1814 - 1865) was een Brits malacoloog.
Naast zijn monumentaal werk Conchologia Iconica, schreef hij ook Elements of Conchology, Conchologia Systematica en The Land and Freshwater Mollusks Indigenous to, or Naturalized in, the British Isles.  Samen met Arthur Adams schreef hij het gedeelte over de weekdieren in The Zoology of the Voyage of H.M.S. Samarang.
Reeve richtte een uitgeverij en drukkerij op die naast zijn eigen werken ook de werken van vele anderen uitgaf.
- Catàleg d'autoritats de noms i títols de Catalunya: 981058510953806706
- Stuttgart Database of Scientific Illustrators 1450–1950: 5730
- Gemeinsame Normdatei: 117695483
- International Standard Name Identifier: 0000 0000 6318 483X
- Library of Congress Control Number: no2001013652
- Nationale bibliotheek van Australië: 35356612
- Nationale Bibliotheek van Israël: 987007438089505171
- Nederlandse Thesaurus van Auteursnamen: 176920323
- PIC: 1791
- SNAC: w6wq3rbv
- Système universitaire de documentation: 088768317
- Semantic Scholar: 88508660
- Trove: 923862
- Virtual International Authority File: 40162581
- WorldCat: E39PBJcRbDjdHxpRHj4yDmDXh3